# Drepanum Chasma
Il Drepanum Chasma è una struttura geologica della superficie di Dione.